# Rollstuhlhandball

Piktogramm vom Rollstuhlhandball

Rollstuhlhandball ist eine Ballsportart, bei der in einem Rollstuhl sitzende Personen Handball nach speziellen Regeln spielen.

## Geschichte
Rollstuhlhandball hat vor allem in Asien, Europa und Südamerika eine Tradition aufzuweisen.
In Japan gibt es mindestens seit 1990 Rollstuhlhandballspiele; 2001 gab es im Land die ersten, jährlich wiederkehrend ausgetragenen Wettbewerbe und im Jahr 2003 wurde die Japanische Rollstuhlhandball-Föderation gegründet. Ein Jahr später, 2004, fand in Himeji der erste Wettbewerb statt. 2005 gab es ein Demonstrationsspiel in Bangkok.
In Brasilien wurde Rollstuhlhandball 1993 an der Universidade Estadual de Campinas gespielt. Seit 2005 gibt es auch eine Meisterschaft an einer Universität in Paraná. 2008 begannen auch in Chile Aktivitäten in dem Sport, 2009 folgten Argentinien und Bolivien. 2009 wurden die ersten brasilianischen Meisterschaften abgehalten, im selben Jahr wurde der brasilianische Verband gegründet. 2010 fanden im argentinischen Almirante Brown die ersten südamerikanischen Meisterschaften statt, im Jahr 2011 die zweiten im brasilianischen Campinas. Uruguay, Venezuela und Kolumbien starteten im Jahr 2012 Aktivitäten im Rollstuhlhandball. Im Jahr 2013 gab es in Curitiba in Brasilien eine inoffizielle Weltmeisterschaft in dieser Sportart; Teilnehmer waren die Auswahlen von Argentinien, Australien, Brasilien, Bolivien, Chile und Uruguay. Seit 2014 wird die Sportart auch in Panama unterstützt. Im selben Jahr fanden in Almirante Brown die ersten Pan-Amerikanischen Spielen in dieser Sportart statt, 2019 die zweiten Pan-Amerikanischen Spiele in São Paulo und die zweiten südamerikanischen Frauen-Rollstuhlhandball-Meisterschaften.
1993 wurde auf einem Symposium in Leipzig ein Demonstrationsspiel durchgeführt. Die Europäische Handballföderation (EHF) führte dann im Jahr 2006 ein Demonstrationsspiel im Rahmen der EHF Youth Handball Convention in Wien durch. Seit 2005 gab es eine Zusammenarbeit der EHF mit dem Rollstuhlbasketball-Team Sitting Bulls aus Österreich. In Frankreich wurden im Jahr 2005 inoffizielle Meisterschaften ausgetragen. In Liverpool wurde im Jahr 2006 das erste Rollstuhlhandball-Team gegründet. 2015 wird das erste europäische Rollstuhlhandball-Nationenturnier abgehalten, dem folgen drei weitere Ausgaben (2016, 2018 und 2019).
Die Internationale Handballföderation (IHF) beschloss im Oktober 2018 auf einem Treffen in Doha die Bildung einer Kommission „Rollstuhlhandball“ unter der Leitung von Frantisek Taborsky. Im Februar 2019 bat die IHF das Internationale Paralympische Komitee (IPC), die Europäische Handballföderation, den französischen Handballverband und den japanischen Handballverband um Entsendung von Experten in diese Kommission; bis März 2019 wurden diese Mitglieder nominiert. Ziele waren, das Interesse am Rollstuhlhandball zu wecken und die Entwicklung des Sports zu unterstützen, ein System regelmäßiger Wettkämpfe zu schaffen und organisatorische Einrichtungen für die Wettkämpfe bereitzustellen sowie Verbindungen zum IPC Sponsoren und Organisationen herzustellen. Als diese Vorstellungen der IHF auf dem IHF-Kongress im Jahr 2019 in Göteborg vorgestellt wurden, bekundeten 40 Nationen ihr Interesse zur Unterstützung. Im Oktober 2019 tagte in Basel erstmals die Rollstuhlhandball-Arbeitsgruppe, Mitglieder waren unter anderem Nicole Rabenseifner, Flavio Anderson Pedrosa de Melo, Minoru Kino und Jerzy Eliasz. Im Ergebnis der Sitzungen der Arbeitsgruppe wurden vom IHF Council im Februar 2020 und Februar 2021 zwei Varianten des Spiels festgelegt: Sechs gegen sechs und Vier gegen vier. Während der Handball-Weltmeisterschaft der Frauen 2019 stimmte das IHF-Exekutivkomitee der Durchführung der Durchführung der ersten Rollstuhlhandball-Weltmeisterschaft zu; diese sollte, in Zusammenarbeit mit der EHF, im November 2020 in Kristianstad in Schweden als erste Rollstuhlhandball-Europameisterschaft stattfinden. Eine weitere Weltmeisterschaft wollte die IHF im Dezember 2021 parallel zur Handball-Weltmeisterschaft der Frauen durchführen. Wegen der COVID-19-Pandemie wurden diese Planungen jedoch obsolet, die Durchführung der Meisterschaften wurde abgesagt bzw. vertagt.
Nachdem die IHF im Jahr 2009 anerkanntes Vollmitglied des Internationalen Paralympischen Komitees wurde, wird der Sport in 24 Ländern auf drei Kontinenten gespielt. Zwölf nationale Handballverbände der Süd- und mittelamerikanischen Handballföderation, acht der EHF und zwei der Asian Handball Federation unterstützen die IHF. Der Handballverband Pakistans führte im März 2021 seine erste Meisterschaft im Rollstuhlhandball durch. Die erste deutsch-niederländische Rollstuhlhandball-Meisterschaft wurde im September 2021 in Hannover ausgetragen. Im Oktober 2021 debütierte die spanische Mannschaft in einem Spiel gegen Portugal, den Zweitplatzierten beim europäischen Rollstuhlhandball-Nationenturnier 2019.
Im September 2022 wurde in Kairo die erste von der IHF veranstaltete Weltmeisterschaft im Rollstuhlhandball (Variante vier gegen vier) mit sechs Mannschaften ausgetragen.
In Deutschland wird im Jahr 2025 die erste Ausgabe der Rollstuhlhandball-Bundesliga mit sechs Mannschaften aus Deutschland sowie einer aus den Niederlanden ausgetragen.

## Regeln
Rollstuhlhandball wird sowohl mit Mixed-Mannschaften als auch mit reinen Frauen- oder Männerteams gespielt.
Die IHF-Spielregeln für Rollstuhlhandball richten sich grundlegend nach den IHF-Spielregeln für Hallenhandball. Es gelten keine spezifischen Regeln, mit Ausnahme von gemischten Mannschaften.
In Deutschland wird nach Regeln, entwickelt vom Fachbereich Rollstuhlhandball im DRS, in Anlehnung an das EHF-Regelwerk (2019), ergänzt durch IHF-Empfehlungen, gespielt. Danach wird Rollstuhlhandball von zwei Mannschaften mit fünf Spielern und einem Torhüter pro Mannschaft gespielt. Das Ziel jeder Mannschaft ist es, den Ball in das Tor des Gegners zu werfen und die andere Mannschaft daran zu hindern, Torerfolge zu erzielen. Das Spielfeld ist ein Rechteck mit ebener Oberfläche mit einer Länge von 40 Metern und einer Breite von 20 Metern. Die Tore sind im Lichten 1,70 Meter hoch und 3 Meter breit. Als Spielball dient ein Ball der IHF-Größe 2 mit 54 bis 56 cm und 325 bis 375 g. Die Spielzeit beträgt 2 × 20 Minuten; die Halbzeitpause zehn Minuten; jede Mannschaft hat pro Halbzeit Anspruch auf ein Team-Time-out von einer Minute Länge. Ist ein Spiel nach Ablauf der regulären Spielzeit unentschieden und soll eine Entscheidung herbeigeführt werden, so wird diese durch Siebenmeterwerfen getroffen. Nicht erlaubt ist u. a. Harz, auch Schutzausrüstung mit Metallteilen, Prothesen, Finger-, Hand-, Handgelenkstützen aus Kunststoff/Metall. Die Spieler müssen mit Gurten an den Ober- und Unterschenkeln am Rollstuhl gesichert werden; während des Spiels darf der Spieler nicht aus dem Rollstuhl aufstehen. Das Spiel wird von zwei gleichberechtigten Schiedsrichtern geleitet.

## Turniere
In Europa fanden von 2015 bis 2019 vier europäische Rollstuhlhandball-Nationenturniere statt.
Die IHF organisiert die Rollstuhlhandball-Weltmeisterschaften in den Systemen vier gegen vier und sechs gegen sechs.